# David Mark Berger
David Mark Berger (David Berger), född 24 maj 1944 i Cleveland, Ohio, död 6 september 1972 i München, var en amerikansk-israelisk tyngdlyftare och en av de 11 israeliska olympier som togs som gisslan och dödades under Münchenmassakern vid olympiska spelen i München 1972.
Berger emigrerade till Israel 1970 och tävlade för Israel i OS 1972.